# Margate
Pour les articles homonymes, voir Margate (homonymie).
Margate est une ville du district du Thanet dans le Kent en Angleterre, dont la population est d'environ 57 000 habitants.
À l'origine, cette ville fut baptisée « Meregate » en 1264 puis « Margate » en 1299 mais ce nom a continué d'évoluer dans le temps. On pense l'origine de ce nom provient du mot porte (gate) et d'une sorte de piscine naturelle (mar = mer = eau) près d'une falaise où des nageurs se retrouvaient pour sauter (la porte de l'eau).
Les falaises de l'île de Thanet se composent de craie, une roche sédimentaire fossile.

## Histoire

### Cinq-Ports
Margate faisait partie de Douvres dans la confédération antique des Cinq-Ports. On l'a ajouté à la confédération au XVe siècle.

### Margate et la mer
Margate est une des stations balnéaires anglaises les plus populaires depuis presque 250 ans. Tout comme sa voisine, Ramsgate, c'est une destination de vacances prisée des Londoniens qui apprécient ses plages de sable fin.
Au XVIIIe siècle, Margate était encore, selon Edward Hasted, « une pauvre ville de pêcheurs », mais en 1810, il décrit le littoral en ces termes : 

« il était [...] bien adapté à la baignade, avec des plages du sable le plus fin qui soit s'étendant d'un seul tenant sur plusieurs kilomètres de part et d'autre du port [...] près duquel on trouve plusieurs lieux aménagés pour la baignade : les baigneurs entrent par une porte dans une cabine mobile qui les conduit à la profondeur souhaitée, et sortent de l'autre côté pour descendre quelques marches qui les amènent dans la mer. Un auvent de toile les dissimule aux yeux du public. Plus d'une quarantaine de ces machines sont fréquemment utilisées. »

Le peintre William Turner y réalisa vers 1840, une étude pour « Rockets and Blue Lights », intitulée Vagues se brisant sur un rivage sous le vent à Margate. C'est une huile sur toile conservée à la Tate Britain à Londres.
L'histoire de la ville est étroitement liée à la mer et elle est fière de sa tradition maritime. Le souvenir des marins héroïques de la chaloupe de sauvetage Friend to all Nations et son naufrage pendant la tempête de 1897 a marqué à jamais l'histoire de Margate.

### Les bateaux à vapeur
Au cours de l'année 1816 The Times expliqua comment l'arrivée des bateaux à vapeur avait donné à la côte entière du Kent et à l'île de Thanet en particulier, « un essor prodigieux ». Cependant, Rowland Hill (créateur du système postal Penny Post en 1840), déclara lors de son séjour dans le district de Thanet en 1815 : « Il est étonnant de voir les préjugés que la plupart des gens nourrissent vis-à-vis de ce transport ». Les excursions en bateau à vapeur furent si populaires qu'en 1841 il n'y avait pas moins de six compagnies concurrentes pour le transport de passagers à Margate. Même avec l'arrivée du chemin de fer en 1846, les bateaux à vapeur continuèrent leur activité jusqu'à leur retrait final en 1967. En 1820 on disait que «les habitants de Margate devraient faire l'éloge de Watt, qui est l'instigateur de leur bonne fortune et des navires à vapeur qui sont les précurseurs de leur prospérité».

### Le chemin de fer
Le chemin de fer arriva à Margate par le biais de deux compagnies indépendantes. La compagnie du Sud-Est SER fut la première à desservir la ville lorsque la ligne principale, construite pour relier Ashford à Ramsgate le 13 avril 1846, fut poursuivie jusqu'à une station nommée « Les Sables de Margate » inaugurée le 1er décembre de la même année. Cette ligne n'était pas directe et les trains devaient faire demi-tour au terminus de Ramsgate pour atteindre Margate. Malgré cela, une foule considérable vint s'ajouter au nombre déjà élevé de touristes qui venaient à Margate par la voie maritime.
La SER eut le monopole  du rail jusqu'au 5 octobre 1863, date à laquelle la compagnie London, Chatham and Dover Railway (LCDR) développa une ligne pour desservir la côte nord du Kent et ouvrit la nouvelle gare de Margate West. La création du chemin de fer du Sud en 1823 permit de rationaliser le trafic ferroviaire de Thanet, l'ancienne voie reliant Ramsgate fut supprimée et on construisit une nouvelle ligne qui faisait le tour de l'île de Thanet et permettait d'accéder à Margate dans un sens ou dans l'autre.  La gare de Margate West, renommée simplement gare de Margate, devint la seule gare de la ville. La ligne est désormais la responsabilité des London South Eastern trains (trains du sud-est de Londres) qui dépendent de l'entreprise publique qui s'occupe des lignes du centre-sud.

### L'école royale des sourds à Margate
Margate est bien connue dans la communauté de sourds du Royaume-Uni car elle héberge le premier établissement public d'Angleterre pour enfants sourds, l'asile de Londres pour l'éducation des enfants sourds et sourds-muets nécessiteux qui ouvrit à Londres en 1792. Un établissement similaire fut ouvert à Margate en août 1876 et finit par accueillir l'ensemble des services après leur transfert de Londres.

### La jetée de Margate
Le môle de Margate, conçu par Eugenius Birch en 1856 et également connu sous le nom de jetée de Margate, a subi les outrages du temps et de la mer. Le 1er janvier 1877, une épave prise dans la tempête avec une cinquantaine de personnes à bord percuta la jetée. Les rescapés ne purent être sauvés que le jour suivant. L'édifice survécut jusqu'aux 11 et 12 janvier 1978, date à laquelle il essuya une autre tempête. Le déchaînement des forces naturelles fut tel que des débris furent transportés jusque sur les plages. Le reste se désagrégea au fil du temps sous les assauts de la mer et du vent avant de disparaitre complètement.
La jetée de Margate est maintenant classée dans la catégorie des jetées disparues (en).

### Les bachots
Entre 1890 et 1939, les plages de Margate étaient le point de départ d'environ une trentaine de bateaux de plaisance. Le constructeur de ces embarcations de Thanet était la société Brockman de Margate qui en avait produit un grand nombre avant la Première Guerre mondiale. Il développa deux types distincts de bateaux : Les bachots à bords hauts et les barques plates. Les coques étaient enduites de vernis, comme c'était la tradition chez les bateliers de l'île de Thanet et du Devon.  Certains marins équipaient leur embarcation d'un maître-bau plus large qui leur permettait de pratiquer la pêche.  Malgré leur coque bordée à clin ils ressemblaient aux bateaux à rames de Deal (Kent) ou aux skiffs des bateliers de la Tamise.
Le dernier bachot en service à Margate fut celui d'un certain Dusty Miller de Westgate-sur-Mer (une ville de la banlieue de Margate). Il avait été construit par un apprenti de chez Brockman à Margate en 1939. « Il faisait seulement 12 pieds de long, c'est pour cela qu'on l'appelait un skiff. »

### Margate pendant la Seconde Guerre mondiale
Le 3 septembre 1940, l'officier pilote Richard Hillary fut abattu pendant un combat contre trois Messerschmitt. Il tomba dans la mer près de North Forelan' mais par chance fut secouru par un bateau de sauvetage de Margate. Son Spitfire explosa et il fut gravement brûlé mais fut plus tard l'auteur du livre The Last Enemy (Le Dernier Ennemi). Hillary, le petit-fils du fondateur du service de secours en mer William Hillary (en 1852), récupéra de son épreuve mais trouva la mort lors d'un vol d'entrainement en 1943 à l'âge de 24 ans.
Howard Primrose Knight, commandant du bateau de sauvetage Prudential attaché au port de Ramsgate, et Edward Drake Parker, commandant du bateau de sauvetage Lord Southborough attaché au port de Margate furent tous les deux médaillés en reconnaissance de leur bravoure et de leur détermination lors du transport des troupes sur les plages de Dunkerque pendant l'évacuation de 1940.

Les bateaux de sauvetage se sont distingués en assistant près de 2 800 hommes lors du remorquage de huit bateaux, quarante heures durant.Juste après cette mission, les bateaux de Margate retournèrent à Dunkerque pour y secourir environ cinq cents Français sur les plages.

Dans une lettre adressée à la Royal National Lifeboat Institution, le commandant du HMS Icarus déclara : « Les équipages de la flotte des bateaux de secours de Margate se sont conduits de manière héroïque lors du transport des soldats sous un bombardement et un feu continu et cela doit être pour tous une source d'inspiration tout au long de notre vie. »

### La tempête de 1949
La tempête du début mars 1949 causa d'importants dégâts à Margate et tout au long de la côte nord du Kent. Les sapeurs-pompiers du Kent évaluèrent à 1 550 heures par homme le travail nécessaire pour combattre les inondations qui avaient dévasté le Kent deux semaines auparavant. La montée subite des eaux provoqua des inondations importantes à divers endroits entre Margate et Crayford.

Les eaux de la mer du Nord envahirent l'estuaire de la Tamise et les vallées sur une distance d'environ 24 kilomètres. Après cette catastrophe, les villes de Chatham, Rochester, Strood, Upnor, Gravesend, Sheerness, Sittingbourne, Faversham, Herne Bay, Whitstable, Douvres et Margate furent déclarées sinistrées.

### La grotte aux coquillages
La « Shell Grotto » ou « Margate caves » est située près de Margate. Longue de 21 mètres, elle est entièrement décorée de coquillages (4,6 millions environ). Elle a été creusée vers la fin du XVIIe ou le début du XVIIIe siècle.
Abandonnée, elle a été redécouverte par hasard à l’occasion de la construction de la Northumberland House, en 1798. Transformée en cellier et en grotte de plaisance par son propriétaire Francis Forster, avec l’aide d’un artiste local nommé Brazier.
Après la mort de Francis Forster, la grotte fut oubliée jusqu’en 1863, date à laquelle elle devint une attraction touristique sous le nom de « Vortigern’s Tavern » (en) Take a sneak peek inside the Margate Caves as they are restored to their former glory

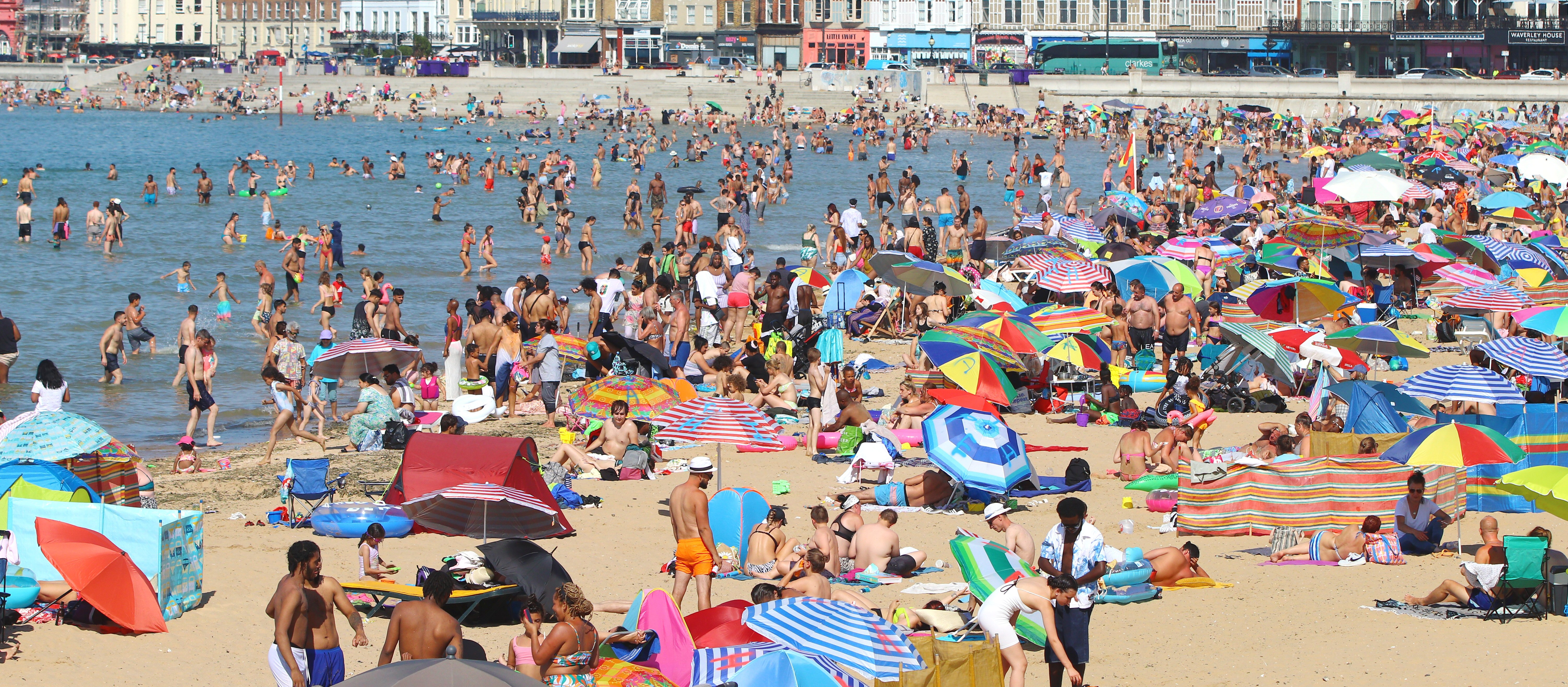
Margate Beach, pendant la vague de canicule de l'été 2022 sur l'Europe, le 19 juillet 2022.

## Gouvernement
Depuis 1983, le député du Thanet du nord regroupant la partie nord de Thanet et de Herne est le conservateur Roger Gale. Pour l'élection de 2005 dans Thanet du nord, les résultats furent les suivants :
- Parti conservateur : 49,6 % des voix,
- Parti travailliste : 32,2 % des voix,
- Démocrates libéraux : 14,4 % des voix,
- Parti pour l'indépendance du Royaume-Uni : 3,9 % des voix.

Margate dépend de la zone de gouvernementale du Thanet.

## Agglomération
Margate comprend également les villes de Cliftonville, Garlinge, Palm Bay, et Westbrook.

## Margate dans l'art
Peinture

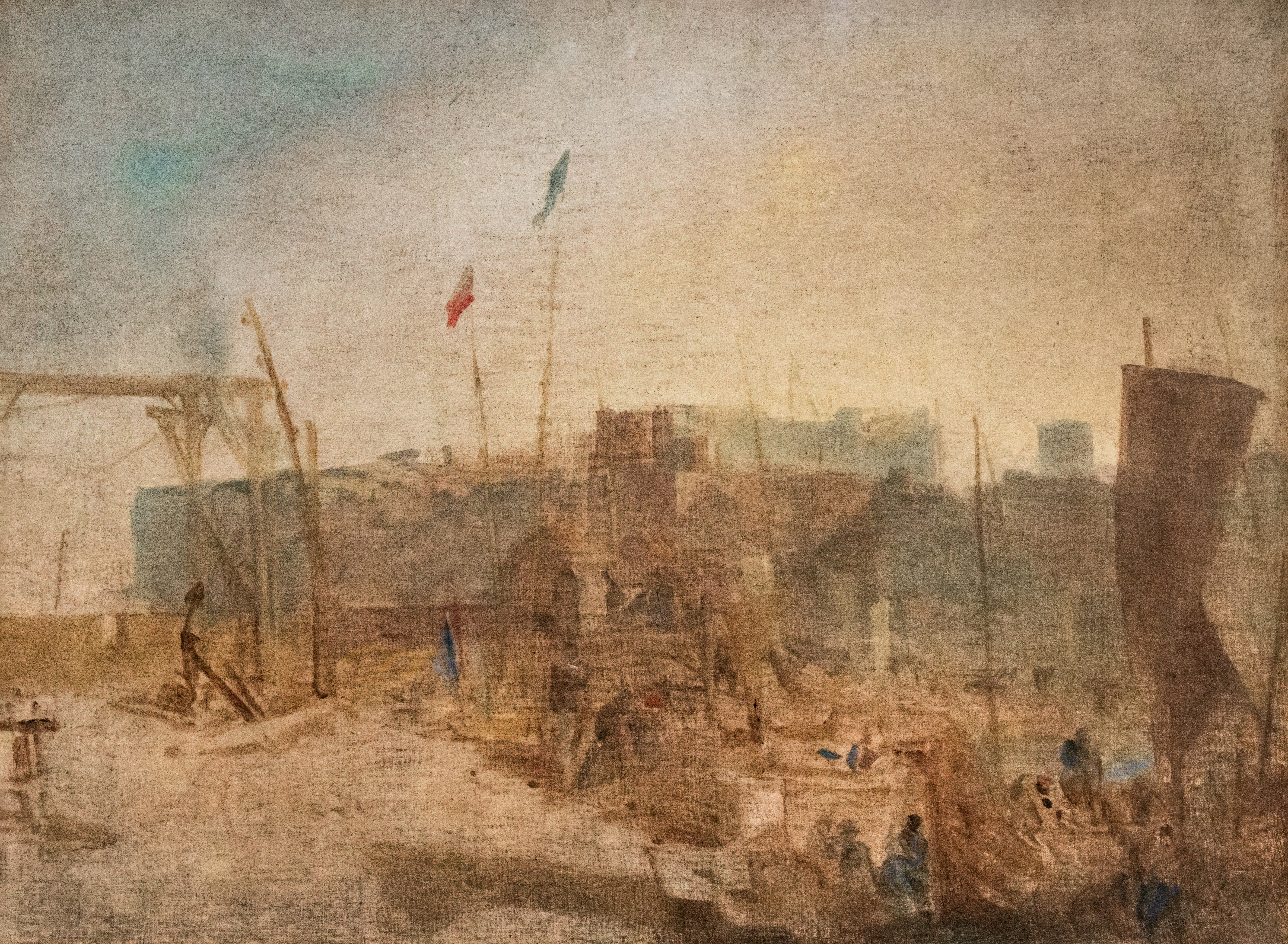
Margate - c.1806-7 William Turner - Tate Britain
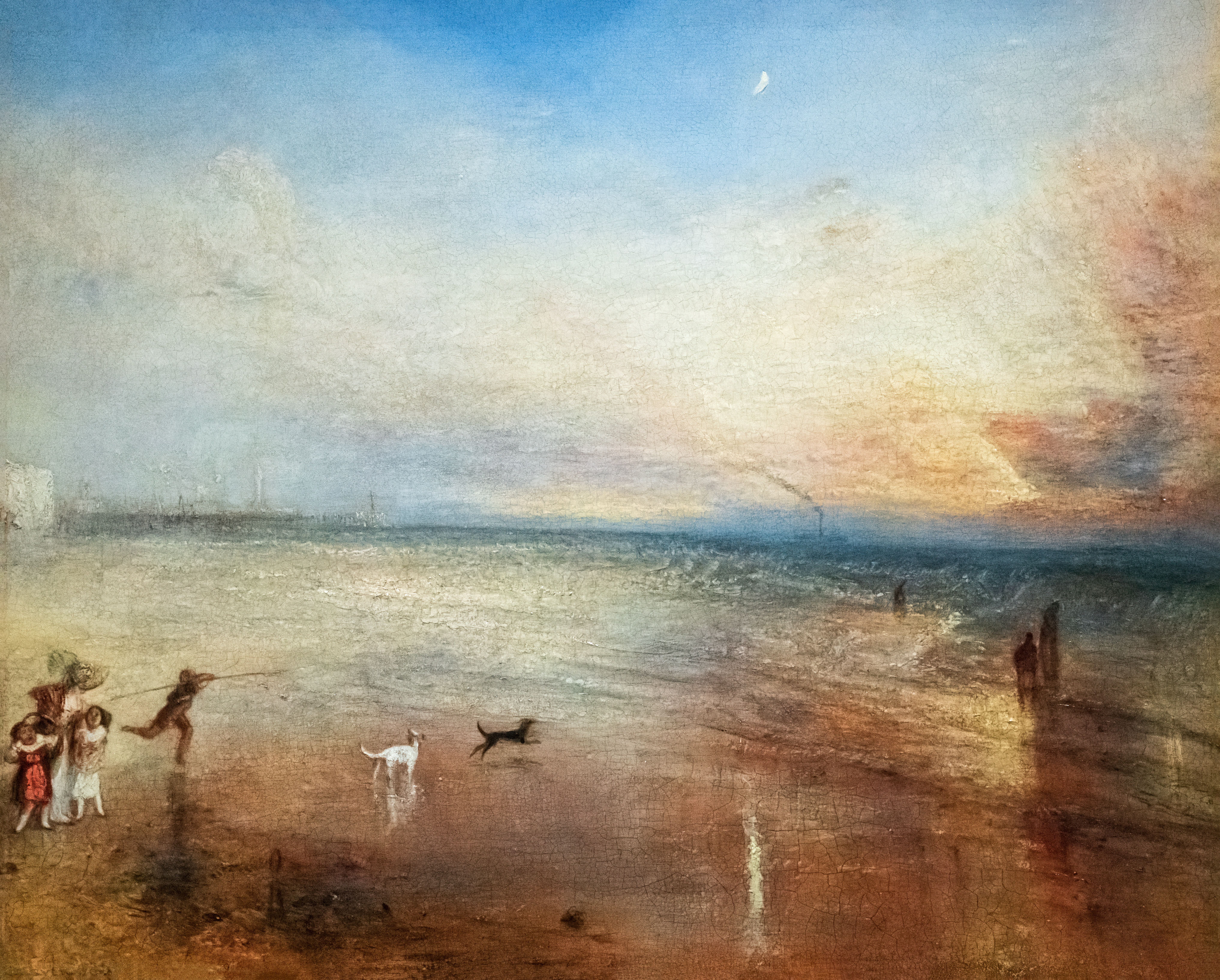
The New Moon - William Turner - Tate Britain
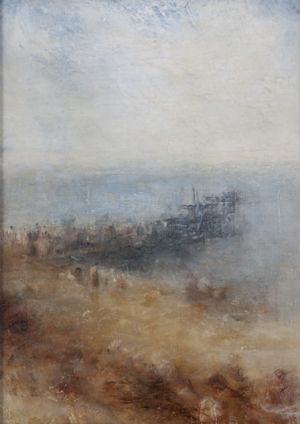
Margate Jetty - William Turner

Cinéma
Le Dreamland cinema, la plage et les immeubles voisins ont constitué le lieu de tournage du film de Sam Mendes Empire of Light (2022).

## Jumelage
Margate est jumelée avec les villes suivantes :
- Yalta
- Idar-Oberstein
- Les Mureaux

## Football
Margate F.C. est l'une des plus célèbres équipes de football non-leaguées. Elle joue à Hartsdown Park (en). Le club a déjà joué des rencontres nationales mais il essaie surtout de passer en première division.

## Personnalités

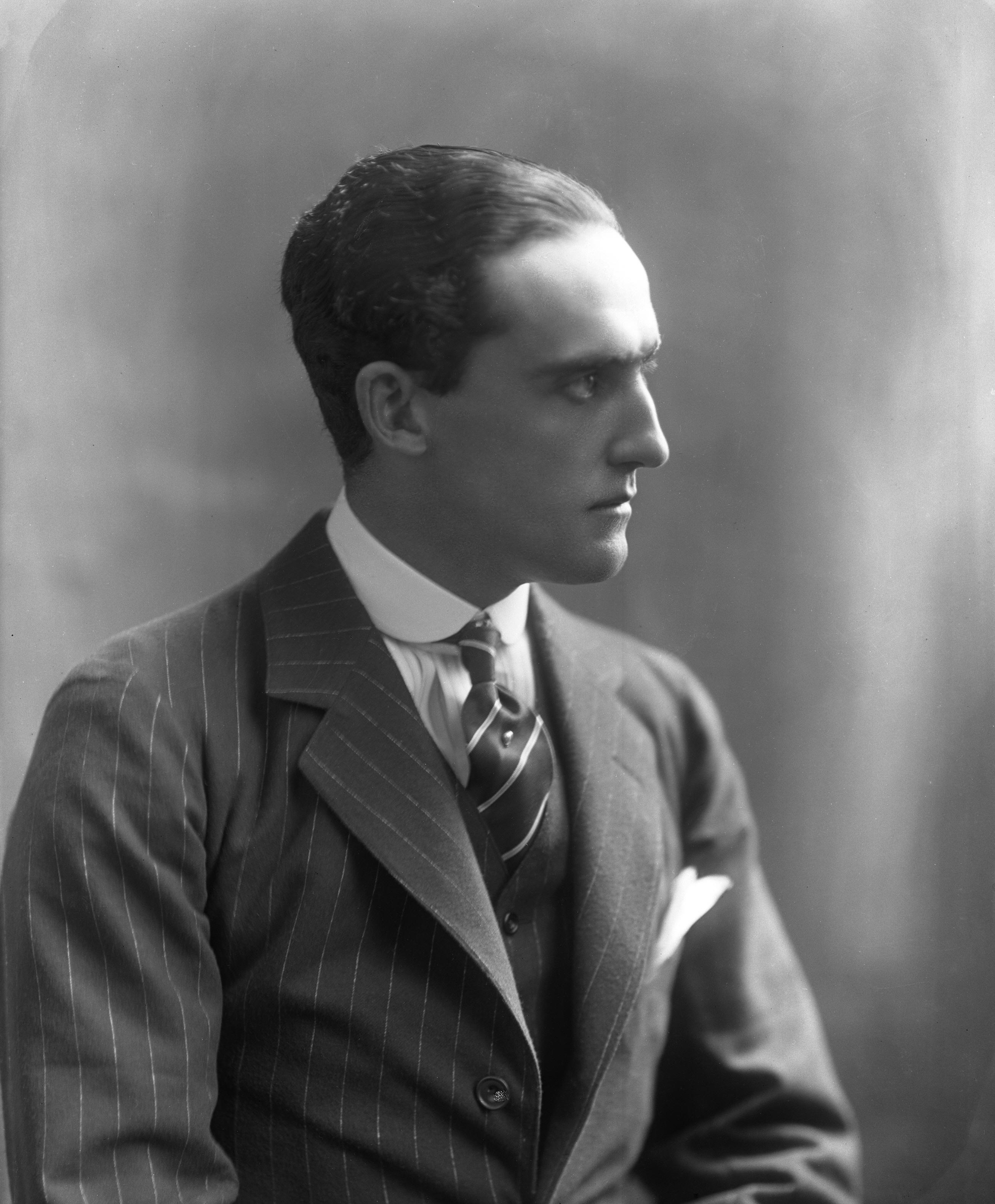
Andrew Gault

- Andrew Gault, officier de l'Armée canadienne et homme politique britannique